# Zama (Kanagawa)
Zama (japanisch 座間市, -shi) ist eine Stadt in der japanischen Präfektur Kanagawa.
In Zama befindet sich ein Stützpunkt der United States Army.

## Geschichte
Am 1. November 1971 erhielt der Ort das Stadtrecht.

## Sehenswürdigkeiten
- Der Shōkoku-ji, auch einfach „Hoshi no tani Kannon“ (星の谷観音) genannt, ist in der traditionellen Zählung der  8. der 33 Tempel der Kantō-Region.

## Verkehr
- Zug
  - Odakyū Odawara-Linie, Richtung Shinjuku oder Odawara
  - JR-Sagami-Linie, Richtung Chigasaki oder Hashimoto

- Straße:
  - Nationalstraße 246, Richtung Tokio Zentrum oder Numazu

## Söhne und Töchter der Stadt
- Felix Perez Camacho (* 1957), Gouverneur von Guam
- Nanako Matsushima (* 1973), Schauspielerin
- Koyuki (* 1976), Schauspielerin
- Ami Suzuki (* 1982), J-Pop-Sängerin
- Akihiro Satō (* 1986), Fußballspieler
- Shō Sasaki (* 1989), Fußballspieler
- Seiya Yamaguchi (* 1993), Fußballspieler
- Ryō Takiya (* 1994), Fußballspieler
- Sakura Oda (* 1999), J-Pop-Sängerin

## Angrenzende Städte und Gemeinden
- Atsugi
- Ebina
- Sagamihara
- Yamato

## Städtepartnerschaften
- Smyrna, Vereinigte Staaten, seit 1991
- Daisen, Japan, seit 2005